# Futbol'nyj Klub Šachtar Donec'k 2025-2026
Questa voce raccoglie le informazioni riguardanti il Futbol'nyj Klub Šachtar Donec'k nelle competizioni ufficiali della stagione 2025-2026.

## Maglie e sponsor
Lo sponsor tecnico per la stagione 2025-2026 è Puma. Lo sponsor di maglia è Favbet per le competizioni nazionali, System Capital Management per le competizioni europee.
| Casa | Trasferta | Terza divisa |

## Rosa
| N. |                         | Ruolo | Calciatore            |
| -- | ----------------------- | ----- | --------------------- |
| 2  | Burkina Faso (bandiera) | A     | Lassina Traoré        |
| 3  | Bolivia (bandiera)      | D     | Diego Arroyo          |
| 4  | Brasile (bandiera)      | D     | Marlon                |
| 5  | Ucraina (bandiera)      | D     | Valerij Bondar        |
| 6  | Brasile (bandiera)      | C     | Marlon Gomes          |
| 7  | Brasile (bandiera)      | A     | Eguinaldo             |
| 8  | Ucraina (bandiera)      | C     | Dmytro Kryskiv        |
| 9  | Ucraina (bandiera)      | A     | Mar"jan Šved          |
| 10 | Ucraina (bandiera)      | C     | Heorhij Sudakov       |
| 11 | Brasile (bandiera)      | A     | Kevin                 |
| 12 | Georgia (bandiera)      | D     | Giorgi Gocholeishvili |
| 13 | Brasile (bandiera)      | D     | Pedro Henrique        |
| 16 | Georgia (bandiera)      | D     | Irak'li Azarovi       |
| 17 | Brasile (bandiera)      | D     | Vinícius Tobias       |
| 18 | Tunisia (bandiera)      | D     | Alaa Ghram            |
| 19 | Brasile (bandiera)      | A     | Kauã Elias            |

| N. |                    | Ruolo | Calciatore         |
| -- | ------------------ | ----- | ------------------ |
| 20 | Ucraina (bandiera) | C     | Anton Hluščenko    |
| 21 | Ucraina (bandiera) | C     | Artem Bondarenko   |
| 22 | Ucraina (bandiera) | D     | Mykola Matvijenko  |
| 23 | Ucraina (bandiera) | P     | Kiril Fesjun       |
| 24 | Ucraina (bandiera) | C     | Viktor Cukanov     |
| 26 | Ucraina (bandiera) | D     | Juchym Konoplja    |
| 27 | Ucraina (bandiera) | C     | Oleh Očeret'ko     |
| 29 | Ucraina (bandiera) | C     | Jehor Nazaryna     |
| 30 | Brasile (bandiera) | A     | Alisson            |
| 31 | Ucraina (bandiera) | P     | Dmytro Riznyk      |
| 37 | Brasile (bandiera) | C     | Lucas Ferreira     |
| 38 | Brasile (bandiera) | C     | Pedrinho           |
| 39 | Brasile (bandiera) | A     | Newerton           |
| 48 | Ucraina (bandiera) | P     | Denys Tvardovs'kyj |
| 74 | Ucraina (bandiera) | D     | Mar'jan Faryna     |

## Calciomercato

### Sessione estiva
| Acquisti         | Acquisti              | Acquisti         | Acquisti      |
| R.               | Nome                  | da               | Modalità      |
| ---------------- | --------------------- | ---------------- | ------------- |
| D                | Giorgi Gocholeishvili | Copenaghen       | fine prestito |
| D                | Stav Lemkin           | Maccabi Tel Aviv | fine prestito |
| D                | Marlon                | Los Angeles FC   | definitivo    |
| C                | Lucas Ferreira        | San Paolo        | definitivo    |
| C                | Oleh Očeret'ko        | Karpaty          | fine prestito |
| Altre operazioni |                       |                  |               |
| R.               | Nome                  | da               | Modalità      |
| D                | Luka Latsabidze       | Čornomorec'      | fine prestito |
| D                | Roman Savčenko        | Čornomorec'      | fine prestito |
| D                | Danylo Udod           | Čornomorec'      | fine prestito |
| C                | Mychajlo Chromej      | Čornomorec'      | fine prestito |
| C                | Kyrylo Sihejev        | Čornomorec'      | fine prestito |
| A                | Oleh Puškar'ov        | Inhulec'         | fine prestito |
| A                | Chusrav Toirov        | Čornomorec'      | fine prestito |
| A                | Dmytro Topalov        | LNZ Čerkasy      | fine prestito |

| Cessioni         | Cessioni              | Cessioni        | Cessioni   |
| R.               | Nome                  | da              | Modalità   |
| ---------------- | --------------------- | --------------- | ---------- |
| D                | Giorgi Gocholeishvili | Amburgo         | prestito   |
| D                | Stav Lemkin           | Twente          | definitivo |
| Altre operazioni |                       |                 |            |
| R.               | Nome                  | a               | Modalità   |
| P                | Tymur Puzankov        | Kolos Kovalivka | prestito   |
| D                | Anton Drozd           | Oleksandrija    | prestito   |
| D                | Luka Latsabidze       | Dinamo Tbilisi  | prestito   |
| D                | Mykola Oharkov        | Oleksandrija    | prestito   |
| C                | Ivan Losenko          | Kudrivka        | prestito   |
| C                | Kyrylo Sihejev        | Tatran Prešov   | prestito   |
| A                | Oleh Puškar'ov        | Kudrivka        | prestito   |
| A                | Andrij Totovyc'kyj    | Kudrivka        | svincolato |

## Risultati

### Prem"jer-liha

#### Girone d'andata
| Arbitro: | Zabroda (Kiev) |

|  |           |                |
|  | Marcatori | 79’ Kauã Elias |

| Arbitro: | Balakin (Kiev) |

|                                        |           |                                        |
| Neves 18’ Bruninho 77’ Krasnopir 90+2’ | Marcatori | 9’ Newerton 23’ Kauã Elias 82’ Alisson |

| Arbitro: | Šurman (Kiev) |

|  |           |                              |
|  | Marcatori | 45+1’ Konoplja 62’ V. Tobias |

| Leopoli 31 agosto 2025, ore 18:00 EEST 4ª giornata | Šachtar | – referto | Oleksandrija | Arena L'viv |

### Europa League

#### Primo turno preliminare
| Arbitro: | Nagtegaal |

|                                                                     |           |  |
| Alisson 26’, 47’ Kauã Elias 43’ Kevin 74’ Pedrinho 87’ Newerton 89’ | Marcatori |  |

| Tampere 17 luglio 2025, ore 19:00 EEST Ritorno | Ilves | 0 – 0 referto | Šachtar | Tammelan stadion (7 315 spett.)\| Arbitro: \| Aslam \| |
| Arbitro:                                       | Aslam |               |         |                                                        |

#### Secondo turno preliminare
| Arbitro: | Kabakov |

|                                   |           |                                           |
| Abraham 40’ (rig.) João Mário 87’ | Marcatori | 7’ Alisson 28’ Eguinaldo 67’, 90+6’ Kevin |

| Arbitro: | Martínez Munuera |

|                            |           |  |
| Kevin 12’ Kauã Elias 45+2’ | Marcatori |  |

#### Terzo turno preliminare
| Amarousio 7 agosto 2025, ore 21:00 EEST Andata | Panathīnaïkos | 0 – 0 referto | Šachtar | Stadio olimpico Spyros Louīs (20 636 spett.)\| Arbitro: \| Lambrechts \| |
| Arbitro:                                       | Lambrechts    |               |         |                                                                          |

| Arbitro: | Siebert |

|                                                               |                      |                                                        |
| Nazaryna V. Tobias Bondarenko Newerton Kauã Elias P. Henrique | Tiri di rigore 3 – 4 | Iōannidīs Jeremejeff Siōpīs Chirivella Zaroury Mancini |

### Conference League

#### Spareggio
| Cracovia 21 agosto 2025, ore 20:00 CEST Andata | Šachtar | – referto | Servette | Stadio municipale\| Arbitro: \| Walsh \| |
| Arbitro:                                       | Walsh   |           |          |                                          |

| Lancy 28 agosto 2025, ore 21:00 CEST Ritorno | Servette         | – referto | Šachtar | Stade de Genève\| Arbitro: \| Cuadra Fernández \| |
| Arbitro:                                     | Cuadra Fernández |           |         |                                                   |

## Statistiche

### Statistiche di squadra
| Competizione      | Punti | In casa | In casa | In casa | In casa | In casa | In casa | In trasferta | In trasferta | In trasferta | In trasferta | In trasferta | In trasferta | Totale | Totale | Totale | Totale | Totale | Totale | DR  |
| Competizione      | Punti | G       | V       | N       | P       | Gf      | Gs      | G            | V            | N            | P            | Gf           | Gs           | G      | V      | N      | P      | Gf     | Gs     | DR  |
| ----------------- | ----- | ------- | ------- | ------- | ------- | ------- | ------- | ------------ | ------------ | ------------ | ------------ | ------------ | ------------ | ------ | ------ | ------ | ------ | ------ | ------ | --- |
| Prem"jer-liha     |       |         |         |         |         |         |         |              |              |              |              |              |              |        |        |        |        |        |        |     |
| Coppa d'Ucraina   |       |         |         |         |         |         |         |              |              |              |              |              |              |        |        |        |        |        |        |     |
| Europa League     | -     | 3       | 2       | 1       | 0       | 8       | 0       | 3            | 1            | 2            | 0            | 4            | 2            | 6      | 3      | 3      | 0      | 12     | 2      | +10 |
| Conference League |       |         |         |         |         |         |         |              |              |              |              |              |              |        |        |        |        |        |        |     |
| Totale            |       |         |         |         |         |         |         |              |              |              |              |              |              |        |        |        |        |        |        |     |

### Andamento in campionato
| Giornata  | 1 | 2 | 3 | 4 | 5 | 6 | 7 | 8 | 9 | 10 | 11 | 12 | 13 | 14 | 15 | 16 | 17 | 18 | 19 | 20 | 21 | 22 | 23 | 24 | 25 | 26 | 27 | 28 | 29 | 30 |
| --------- | - | - | - | - | - | - | - | - | - | -- | -- | -- | -- | -- | -- | -- | -- | -- | -- | -- | -- | -- | -- | -- | -- | -- | -- | -- | -- | -- |
| Luogo     | T | T | T | C |   |   |   |   |   |    |    |    |    |    |    |    |    |    |    |    |    |    |    |    |    |    |    |    |    |    |
| Risultato | V | N | V |   |   |   |   |   |   |    |    |    |    |    |    |    |    |    |    |    |    |    |    |    |    |    |    |    |    |    |
| Posizione | 6 | 3 | 2 |   |   |   |   |   |   |    |    |    |    |    |    |    |    |    |    |    |    |    |    |    |    |    |    |    |    |    |

Legenda:

Luogo: C = Casa; T = Trasferta. Risultato: V = Vittoria; N = Pareggio; P = Sconfitta.

### Statistiche dei giocatori
Sono in corsivo i calciatori che hanno lasciato la società a stagione in corso.
| Giocatore         | Prem"jer-Liha | Prem"jer-Liha | Prem"jer-Liha | Prem"jer-Liha | Coppa d'Ucraina | Coppa d'Ucraina | Coppa d'Ucraina | Coppa d'Ucraina | UEFA Europa League | UEFA Europa League | UEFA Europa League | UEFA Europa League | UEFA Conference League | UEFA Conference League | UEFA Conference League | UEFA Conference League | Totale   | Totale | Totale      | Totale     |
| Giocatore         | Presenze      | Reti          | Ammonizioni   | Espulsioni    | Presenze        | Reti            | Ammonizioni     | Espulsioni      | Presenze           | Reti               | Ammonizioni        | Espulsioni         | Presenze               | Reti                   | Ammonizioni            | Espulsioni             | Presenze | Reti   | Ammonizioni | Espulsioni |
| ----------------- | ------------- | ------------- | ------------- | ------------- | --------------- | --------------- | --------------- | --------------- | ------------------ | ------------------ | ------------------ | ------------------ | ---------------------- | ---------------------- | ---------------------- | ---------------------- | -------- | ------ | ----------- | ---------- |
| Alisson           | 3             | 1             | 0             | 0             | 0               | 0               | 0               | 0               | 5                  | 3                  | 1                  | 0                  | 0                      | 0                      | 0                      | 0                      | 8        | 4      | 1           | 0          |
| I. Azarovi        | 3             | 0             | 1             | 0             | 0               | 0               | 0               | 0               | 1                  | 0                  | 0                  | 0                  | 0                      | 0                      | 0                      | 0                      | 4        | 0      | 1           | 0          |
| V. Bondar         | 2             | 0             | 0             | 0             | 0               | 0               | 0               | 0               | 6                  | 0                  | 2                  | 0                  | 0                      | 0                      | 0                      | 0                      | 8        | 0      | 2           | 0          |
| A. Bondarenko     | 3             | 0             | 0             | 0             | 0               | 0               | 0               | 0               | 6                  | 0                  | 0                  | 0                  | 0                      | 0                      | 0                      | 0                      | 9        | 0      | 0           | 0          |
| Eguinaldo         | 1             | 0             | 0             | 0             | 0               | 0               | 0               | 0               | 3                  | 1                  | 0                  | 0                  | 0                      | 0                      | 0                      | 0                      | 4        | 1      | 0           | 0          |
| A. Ghram          | 2             | 0             | 0             | 0             | 0               | 0               | 0               | 0               | 1                  | 0                  | 0                  | 0                  | 0                      | 0                      | 0                      | 0                      | 3        | 0      | 0           | 0          |
| K. Elias          | 3             | 2             | 0             | 0             | 0               | 0               | 0               | 0               | 5                  | 2                  | 0                  | 0                  | 0                      | 0                      | 0                      | 0                      | 8        | 4      | 0           | 0          |
| L. Ferreira       | 1             | 0             | 0             | 0             | 0               | 0               | 0               | 0               | 0                  | 0                  | 0                  | 0                  | 0                      | 0                      | 0                      | 0                      | 1        | 0      | 0           | 0          |
| G. Gocholeishvili | 1             | 0             | 0             | 0             | 0               | 0               | 0               | 0               | 3                  | 0                  | 0                  | 0                  | 0                      | 0                      | 0                      | 0                      | 4        | 0      | 0           | 0          |
| M. Gomes          | 1             | 0             | 0             | 0             | 0               | 0               | 0               | 0               | 5                  | 0                  | 1                  | 0                  | 0                      | 0                      | 0                      | 0                      | 6        | 0      | 1           | 0          |
| P. Henrique       | 2             | 0             | 0             | 0             | 0               | 0               | 0               | 0               | 5                  | 0                  | 0                  | 0                  | 0                      | 0                      | 0                      | 0                      | 7        | 0      | 0           | 0          |
| A. Hluščenko      | 1             | 0             | 0             | 0             | 0               | 0               | 0               | 0               | 0                  | 0                  | 0                  | 0                  | 0                      | 0                      | 0                      | 0                      | 1        | 0      | 0           | 0          |
| Kevin             | 0             | 0             | 0             | 0             | 0               | 0               | 0               | 0               | 3                  | 4                  | 0                  | 0                  | 0                      | 0                      | 0                      | 0                      | 3        | 4      | 0           | 0          |
| J. Konoplja       | 3             | 1             | 1             | 0             | 0               | 0               | 0               | 0               | 2                  | 0                  | 0                  | 0                  | 0                      | 0                      | 0                      | 0                      | 5        | 1      | 1           | 0          |
| Marlon            | 2             | 0             | 0             | 0             | 0               | 0               | 0               | 0               | 0                  | 0                  | 0                  | 0                  | 0                      | 0                      | 0                      | 0                      | 2        | 0      | 0           | 0          |
| M. Matvikjenko    | 3             | 0             | 0             | 0             | 0               | 0               | 0               | 0               | 5                  | 0                  | 1                  | 0                  | 0                      | 0                      | 0                      | 0                      | 8        | 0      | 1           | 0          |
| J. Nazaryna       | 0             | 0             | 0             | 0             | 0               | 0               | 0               | 0               | 3                  | 0                  | 1                  | 0                  | 0                      | 0                      | 0                      | 0                      | 3        | 0      | 1           | 0          |
| Newerton          | 3             | 1             | 0             | 0             | 0               | 0               | 0               | 0               | 6                  | 1                  | 0                  | 0                  | 0                      | 0                      | 0                      | 0                      | 9        | 2      | 0           | 0          |
| O. Očeret'ko      | 3             | 0             | 0             | 0             | 0               | 0               | 0               | 0               | 6                  | 0                  | 2                  | 1                  | 0                      | 0                      | 0                      | 0                      | 9        | 0      | 2           | 1          |
| Pedrinho          | 3             | 0             | 0             | 0             | 0               | 0               | 0               | 0               | 5                  | 1                  | 1                  | 0                  | 0                      | 0                      | 0                      | 0                      | 8        | 1      | 1           | 0          |
| D. Riznyk         | 3             | -3            | 0             | 0             | 0               | 0               | 0               | 0               | 6                  | -2                 | 1                  | 0                  | 0                      | 0                      | 0                      | 0                      | 9        | -5     | 1           | 0          |
| H. Sudakov        | 3             | 0             | 0             | 0             | 0               | 0               | 0               | 0               | 5                  | 0                  | 0                  | 0                  | 0                      | 0                      | 0                      | 0                      | 8        | 0      | 0           | 0          |
| M. Šved           | 1             | 0             | 0             | 0             | 0               | 0               | 0               | 0               | 3                  | 0                  | 0                  | 0                  | 0                      | 0                      | 0                      | 0                      | 4        | 0      | 0           | 0          |
| V. Tobias         | 1             | 1             | 0             | 0             | 0               | 0               | 0               | 0               | 6                  | 0                  | 2                  | 0                  | 0                      | 0                      | 0                      | 0                      | 7        | 1      | 2           | 0          |
| L. Traoré         | 1             | 0             | 0             | 0             | 0               | 0               | 0               | 0               | 2                  | 0                  | 0                  | 0                  | 0                      | 0                      | 0                      | 0                      | 3        | 0      | 0           | 0          |